# Adolf Eichmann

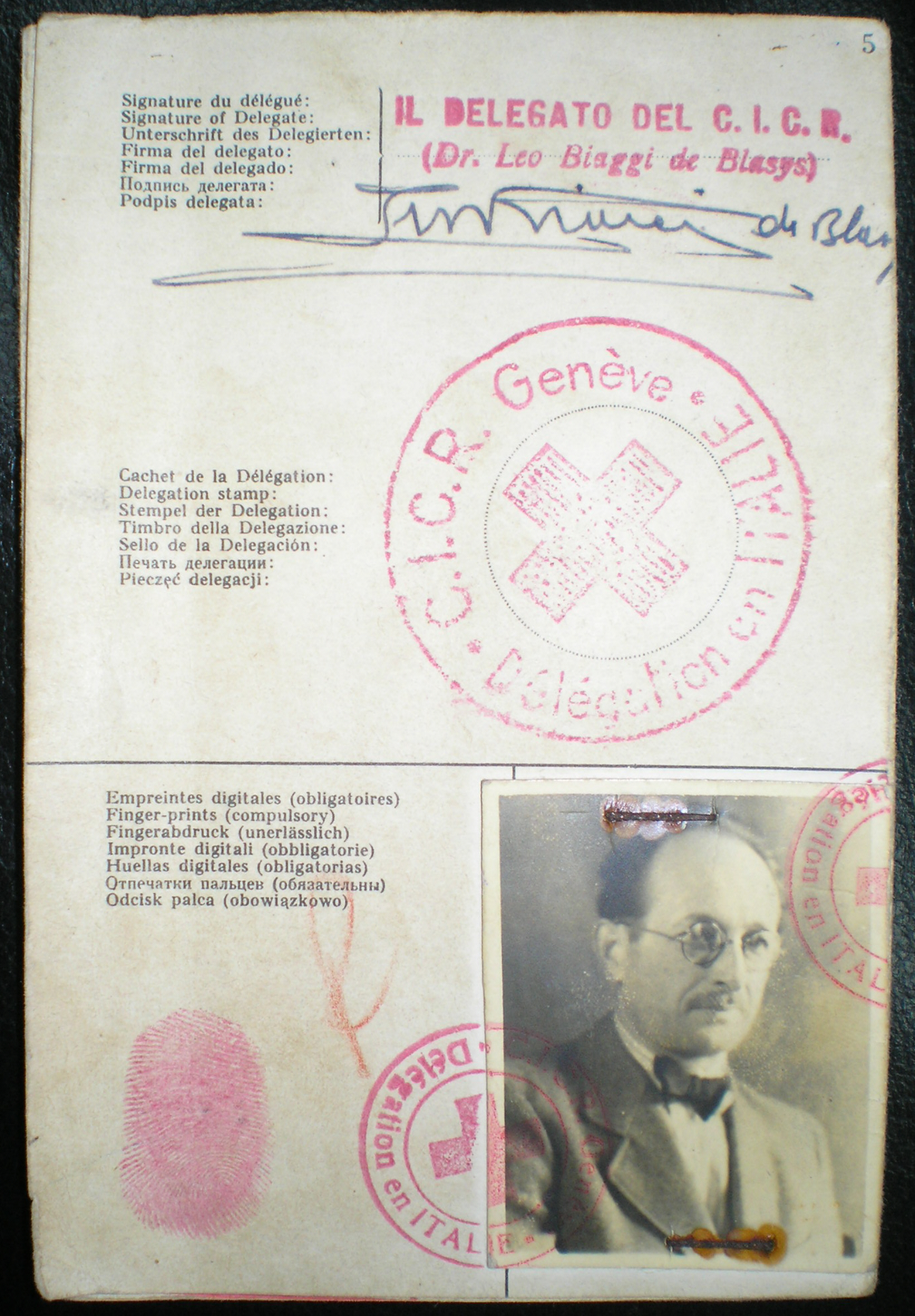
Pașaportul fals cu care Eichmann s-a refugiat în Argentina

Otto Adolf Eichmann (n. 19 martie 1906, Solingen, Imperiul German – d. 1 iunie 1962, închisoarea din Ramla, Israel) a fost un nazist german, cu gradul de Obersturmbannführer-SS. A organizat și condus Soluția finală - exterminarea a 6 milioane de evrei între anii 1940-1945. În Procesele de la Nürnberg a fost condamnat la moarte în contumacie ca mare criminal de război. Prins de Mosadul israelian în Argentina a fost rejudecat la un tribunal din Ierusalim, condamnat la moarte prin spânzurare și executat la închisoarea din Ramla.

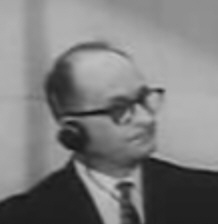
Adolf Eichmann la procesul din Ierusalim

## Date biografice
Eichmann s-a născut la data de 19 martie 1906 ca primul dintre cinci copii, patru băieți și o fată. Mama sa a murit în 1916.
S-a înscris în  partidul nazist cu numărul 889895 și la 1 aprilie 1932 s-a înrolat în SS cu nr.45326, unde a ajuns la gradul de Obersturmbannführer-SS (echivalent cu gradul de locotenent-colonel).
După terminarea celui de-al Doilea Război Mondial, în 1950, Eichmann a fost ajutat să fugă în Argentina, devenită țară de refugiu al criminalilor naziști, cu un pașaport fals pe numele de Ricardo Klement, emis de șeful delegației italiene a Crucii Roșii din Geneva, dr. Leo Biaggi de Blasis, pașaport care poartă viza consulară argentiniană.

## Soluția finală a problemei evreiești
Termenul „Soluția finală a problemei evreiești în Europa” (în germană : Die Endlösung der Judenfrage), care se referă la planul nazist de executare a genocidului sistematic împotriva evreilor în timpul celui de-al Doilea Război Mondial, a fost folosit pentru prima oară de Eichmann.
Toată industria genocidului Germaniei naziste era condusă și coordonată de Eichmann: ...Eichmann decidea cine va fi urcat imediat în trenurile spre Auschwitz și Treblinka și cine va fi deportat ulterior, iar agenții săi asigurau și coordonau transporturile. Diagramele care reflectau starea curentă a genocidului erau afișate în biroul său din strada Kurfürstenstraße în Berlin .

## Capturarea
În 1960, Eichmann a fost capturat de un comando al Mosadului - cu participarea medicului anestezist de origine română dr. Iona Elian (Elias)) și adus în Israel.

## Procesul
A fost judecat la Ierusalim pentru crime de război și crime împotriva umanității. Acuzarea publică a fost condusă de primul-procuror al Israelului, Gideon Hausner. După ce a fost găsit vinovat, Eichmann a fost condamnat la moarte și executat prin spânzurare la data de 31 mai 1962. Cenușa sa a fost împrăștiată în apele internaționale ale Mării Mediterane, pentru a evita posibile viitoare pelerinaje.